# MS Iona
El MS Iona es un crucero de la clase Excellence en servicio para P&O Cruises, una subsidiaria de Carnival Corporation & plc. Construido por Meyer Werft en Papenburg, Alemania, fue entregado en octubre de 2020, convirtiéndose en el barco más nuevo de la línea a un costo de 730 millones de libras esterlinas. Con 184.089 GT, el barco es el más grande que jamás haya operado para P&O Cruises, y que opere específicamente para el mercado británico. Es el primero de dos barcos idénticos construidos por Meyer Werft para P&O Cruises, y el segundo, Arvia, entrará en servicio en 2022.